# Giuseppe Micheli (politico)
Giuseppe Micheli (Parma, 19 ottobre 1874 – Roma, 17 ottobre 1948) è stato un politico e notaio italiano.
Senatore e, più volte, deputato e ministro del Regno d'Italia nei governi Nitti II, Giolitti V e Bonomi I, fu anche vicepresidente della Camera dei deputati presieduta da Vittorio Emanuele Orlando e ministro della Repubblica italiana nel secondo governo De Gasperi.

## Biografia
Giuseppe Micheli nacque dal notaio Michele e da Maria Mariotti, sorella di Giovanni Mariotti, il quale fu deputato del Regno d'Italia a partire dal 1882, senatore dal 1901 e sindaco di Parma per ben quattro volte tra il 1889 e il 1914. Dopo essersi laureato in giurisprudenza nel 1896, Micheli seguì le orme paterne ed esercitò per anni la professione di notaio.
Il 15 agosto 1899 fondò l'associazione cattolica La Giovine Montagna, per la valorizzazione dell'Appennino emiliano, alla cui nascita fece seguito quella del periodico La Giovane Montagna, fondato sempre dal Micheli come “organo degli interessi delle vallate parmensi e pontremolesi” e di cui fu direttore e anima politica.

### La carriera politica
Amico e collaboratore di Romolo Murri, col quale, tra il 1895 e il 1896, aveva partecipato alla fondazione della Federazione Universitaria Cattolica Italiana, e di Giuseppe Toniolo, nel 1902 Micheli divenne consigliere della Cassa di Risparmio di Parma e nel 1903 sposò Lucia Basetti, figlia del deputato radicale parmense Gian Lorenzo Basetti.

#### Il conflitto con Luigi Lusignani
Tra il 1905 e il 1906 entrò in conflitto con un politico romano, docente di diritto presso l'Università di Parma, che, di lì a poco, sarebbe diventato Sindaco di Parma: Luigi Lusignani. Gli attriti fra di loro iniziarono quando Lusignani si prese i meriti di un successo elettorale ottenuto da un candidato sostenuto da una coalizione in cui erano presenti anche i cattolici di Micheli.
La situazione precipitò quando, a causa di Lusignani, la coalizione iniziò ad assumere un atteggiamento sempre più anticlericale. Per contrastare tale tendenza, Giuseppe Micheli caldeggiò la candidatura a sindaco di Parma del cattolico Ezio Molesini, utilizzandola anche come ostacolo al desiderio del docente romano di conquistare la poltrona di primo cittadino.
Alla fine però Lusignani la spuntò su Molesini, anche grazie al quindicinale L'Araldo liberale di Parma, organo dei giovani liberali parmensi, che era sceso in campo per sostenere il romano. Poco dopo la vittoria, però, i giovani liberali borelliani parmensi legati a tale periodico dichiararono di essere stati utilizzati, traditi e successivamente scaricati dal neo-sindaco di Parma.
Da un lato ciò provocò la definitiva rottura dei rapporti tra Lusignani e Micheli, ma dall'altra contribuì a rinsaldare quelli col liberale pavullese Giovanni Borelli, nonostante il ruolo avuto dai seguaci di quest'ultimo nella sconfitta di Molesini. In tutto questo il tradimento operato da Lusignani nei confronti dei giovani liberali ebbe sicuramente un ruolo importante.

#### L'elezione a deputato
Dopo la morte del suocero Gian Lorenzo Basetti, avvenuta nel 1908, accettò di candidarsi alla Camera nel collegio reggiano di Castelnovo ne' Monti (lasciato vacante proprio da Basetti) nelle elezioni suppletive del maggio dello stesso anno, riuscendo a farsi eleggere. Nel dicembre dello stesso anno, si recò a Messina per sostenere le popolazioni colpite dal terremoto, anche grazie ad un contributo della Cassa di Risparmio di Parma, di cui allora era ancora consigliere.

#### Lo sciopero agrario del 1908

Giuseppe Micheli

Sempre nel 1908, in seguito al grande sciopero agrario parmense, fu artefice della nascita di una nuova forma di organizzazione, quella delle cosiddette Unioni Rurali, in difesa di braccianti, affittuari e mezzadri. Tuttavia, nel marzo 1911, in qualità di notaio, fu chiamato a rogare l'atto costitutivo di una associazione felinese legata all'Associazione Agraria Parmense presieduta dal collega Lino Carrara, considerata, allora, acerrima nemica dai lavoratori agricoli.
Infatti, anni prima, era stata proprio una scelta di tale potente associazione agraria (fondata da Luigi Lusignani nel 1901) di non concedere ai lavoratori agricoli migliori orari di lavoro a causare, ai primi di maggio 1908, lo scoppio del grande sciopero agrario parmense guidato da Alceste de Ambris, sindacalista liccianese, capo della Camera del Lavoro di Parma, il quale era stato represso in modo violento dalle forze dell'ordine nel giugno dello stesso anno.
In seguito allo sciopero agrario, il periodico La Giovane Montagna, da lui diretto, aveva preso una posizione netta a favore dell'Associazione Agraria Parmense, lasciando così trasparire il suo sentimento antisocialista. Un sentimento, questo, che, però, nel corso degli anni, andò via via mitigandosi, fino a quando, intorno al 1922, per la precisione dopo i fatti di Parma dell'agosto dello stesso anno, iniziò ad emergere con decisione il suo lato antifascista.

#### L'adesione al neutralismo
Alle elezioni generali del 1909 si era presentato come candidato cattolico-moderato in ben due collegi, ovvero in quello “storico” di Castelnovo ne' Monti e in quello parmense di Langhirano. In quest'ultimo si era trovato opposto al candidato radicale Cornelio Guerci. Quello del 1909 fu il primo episodio di una serie di accese sfide elettorali che videro sempre vittorioso il Micheli. Nel 1913, però, la vittoria conseguita non fu così netta come quella precedente.
Spesso critico nei confronti del Presidente del Consiglio dei ministri del Regno d'Italia, Antonio Salandra, Micheli si schierò con decisione con i neutralisti durante la prima guerra mondiale. Inoltre, nel maggio 1915 fu contrario all'assegnazione dei pieni poteri al presidente Salandra e, successivamente, nel 1917, negò la fiducia al governo di Vittorio Emanuele Orlando. Inoltre non aderì immediatamente al Partito Popolare Italiano subito dopo la sua fondazione, avvenuta nel gennaio 1919.

#### Ministro del Regno d'Italia
Ma nell'aprile 1919 fu eletto deputato proprio per il PPI e poco dopo divenne ministro dell'agricoltura nel secondo governo Nitti (dal 21 maggio al 15 giugno 1920), incarico che gli venne confermato nel quinto governo Giolitti (dal 15 giugno 1920 al 4 luglio 1921). Titolare del dicastero dei lavori pubblici nel primo governo Bonomi (dal 4 luglio 1921 al 26 febbraio 1922), si schierò successivamente contro il fascismo e nell'agosto del 1922 partecipò alla difesa di Parma, divenendo pertanto un bersaglio del Regime.
Durante il ventennio mussoliniano, era stato però favorevole, inizialmente, a una collaborazione governativa tra il Partito Popolare Italiano e Mussolini. In seguito, però, era passato all'opposizione, estremizzando progressivamente il proprio sentimento antifascista, fino alla decisione, presa nel 1924, di confluire nel gruppo degli aventiniani. Una decisione, questa, che lo costrinse a lasciare la vita politica e a tornare stabilmente a Parma, tra il 1925 e il 1926, per riprendere a tempo pieno la professione di notaio.

### La persecuzione del Regime
La persecuzione del Regime nei suoi confronti iniziò nel 1925, quando i fascisti devastarono il suo studio notarile. Secondo alcuni, sempre nello stesso anno, Micheli fu addirittura bastonato quasi a morte. Essa proseguì, anche se in maniera meno invasiva, tra il 1930 e il 1936 Secondo Mario Belardinelli l'interruzione delle pubblicazioni avvenne già nel 1927. Si ha tuttavia notizia di numeri del periodico usciti nel 1929, con articoli scritti, tra gli altri, anche dal liberale pavullese Giovanni Borelli, quando il deputato fu costretto ad interrompere le pubblicazioni del periodico La Giovane Montagna. Quando riprese le pubblicazioni, nel gennaio 1937, lo fece però in tono assai dimesso, rinunciando a qualsiasi commento politico.

#### La scomparsa del figlio
Alla persecuzione fascista fecero seguito una serie di tragedie che segnarono profondamente la vita del deputato Popolare. La più dolorosa di queste fu sicuramente la scomparsa del figlio Michele Micheli (omonimo del padre di Giuseppe), nato nel 1910, il quale, dopo avere svolto anch'egli, per qualche tempo, la professione di notaio, si era arruolato con il Battaglione Morbegno della Divisione "Tridentina" ed era partito per la Russia con il grado di Capitano degli Alpini, ma aveva fatto perdere le proprie tracce nel gennaio del 1943 durante la ritirata.

#### I rapporti con la Resistenza
Il 15 o più probabilmente il 17 ottobre 1943 lo studio notarile di Micheli, situato nel palazzo Tirelli di Parma, diventato un ufficio simbolo dell'antifascismo parmense dopo la distruzione fascista del 1925, ospitò la nascita della sezione locale del Comitato di Liberazione Nazionale. Essa ebbe luogo, però, solo dopo la partenza per Chieti dello stesso Micheli, avvenuta nel settembre del 1943 e da lui decisa, come ebbe peraltro modo di dichiarare, per "sfuggire al suo arresto, già ordinato".
Micheli fu inoltre costretto a cambiare nome, soprattutto per preservare l'incolumità dei suoi tanti parenti rimasti in Emilia dopo la sua partenza. Dopo la liberazione di Roma, avvenuta all'inizio di giugno del 1944, si trasferì nell'Urbe, tornata capitale dopo la breve parentesi di Brindisi e Salerno, e lì aderì immediatamente alla Democrazia Cristiana.

### Vicepresidente della Camera
Sempre nel giugno 1944, a Roma, venne nominato vicepresidente della Camera dei deputati presieduta da Vittorio Emanuele Orlando, dopo la nascita del nuovo governo presieduto da Ivanoe Bonomi. Nonostante tale nomina di grande responsabilità, il cattolico parmense continuò però a spendersi senza sosta in favore dei tanti membri della Resistenza italiana che, a quel tempo, erano ancora impegnati nei combattimenti oltre la Linea Gotica.
Nel settembre 1944, però, durante il Congresso nazionale della DC, che si tenne a Roma, non mancò di esprimersi in maniera assai critica sulla collaborazione governativa tra la Democrazia Cristiana e il Partito Comunista Italiano, nata in occasione della nomina del governo Bonomi II, ed invitò i propri colleghi di partito a riflettere sulla convenienza di tale rapporto. Per questo ricevette numerose critiche, che lo portarono, poco dopo, a dimettersi dal governo interno della DC.

### Dopo la Seconda guerra mondiale
Al termine della Seconda guerra mondiale fu deputato all'Assemblea Costituente, ministro della Marina Militare nel secondo governo De Gasperi e senatore della I Legislatura, il tutto con la Democrazia Cristiana. Alla vigilia della Costituente, lanciò sul suo periodico La Giovane Montagna l'idea di una regione emiliano-lunense (Lunezia) comprendente le province della Spezia, Modena, Parma, Piacenza, Reggio Emilia e il circondario di Pontremoli.
Micheli morì improvvisamente il giorno 17 ottobre 1948, dopo una breve malattia, mentre si trovava nella sua abitazione di Corso del Rinascimento, a Roma. Al funerale parteciparono circa 15 000 persone. Dopo i funerali romani, la salma fece ritorno a Parma, dove si svolsero altri funerali.

## Incarichi parlamentari
- Vicepresidente dell'Assemblea Costituente (25 giugno 1946 – 13 luglio 1946)
- Presidente della commissione speciale per l'esame delle leggi elettorali (5 maggio 1947 – 6 ottobre 1947)
- Presidente della commissione speciale per l'esame del disegno di legge recante "Norme per l'elezione del Senato della Repubblica" (15 dicembre 1947 – 31 gennaio 1948)
- Membro della commissione per la Costituzione (22 febbraio 1947 – 31 gennaio 1948)
- Membro della prima sottocommissione (22 febbraio 1947 – 31 gennaio 1948)

## Opere
- Gli statuti di Borgo San Donnino, Parma, Tip. A. Zerbini e C., 1909.
- Exoria: la casa degli esuli, Roma, Grafia, 1931.
- La Corsica nei poeti parmensi del secolo scorso, Livorno, Officine grafiche G. Chiappini, 1934.
- Ufficiali corsi rimasti fuori servizio alla caduta di Napoleone, Milano, Istituto per gli studi di politica internazionale, 1939.
- Per la montagna italiana, Roma, La giovane montagna, 1944.
- I notai poeti nelle origini della lingua italiana, Roma, Casa ed. Le massime, 1945.